# Onbacken
Onbacken är en boplats från äldre järnålder, beläget i centrala Bollnäs, Bollnäs kommun.   
Onbacken har varit boplats åtminstone från yngre romersk järnålder till tidig vikingatid. Dateringen har fastställts genom analyser av kulturlager och härd genom Kol-14-metoden som visat att boplatsen brukats 430–500 e.Kr och senare.
Fornlämningsområdet är en moränbacke på ca 10 meters höjd om ca 200 × 120 meter skarpt markerat mot den lägre omliggande bebyggelsen. Området är  mellan 57 och 65 meter över havet och ligger i nära anslutning till sjön Varpen i Ljusnan.

## Historia och myter

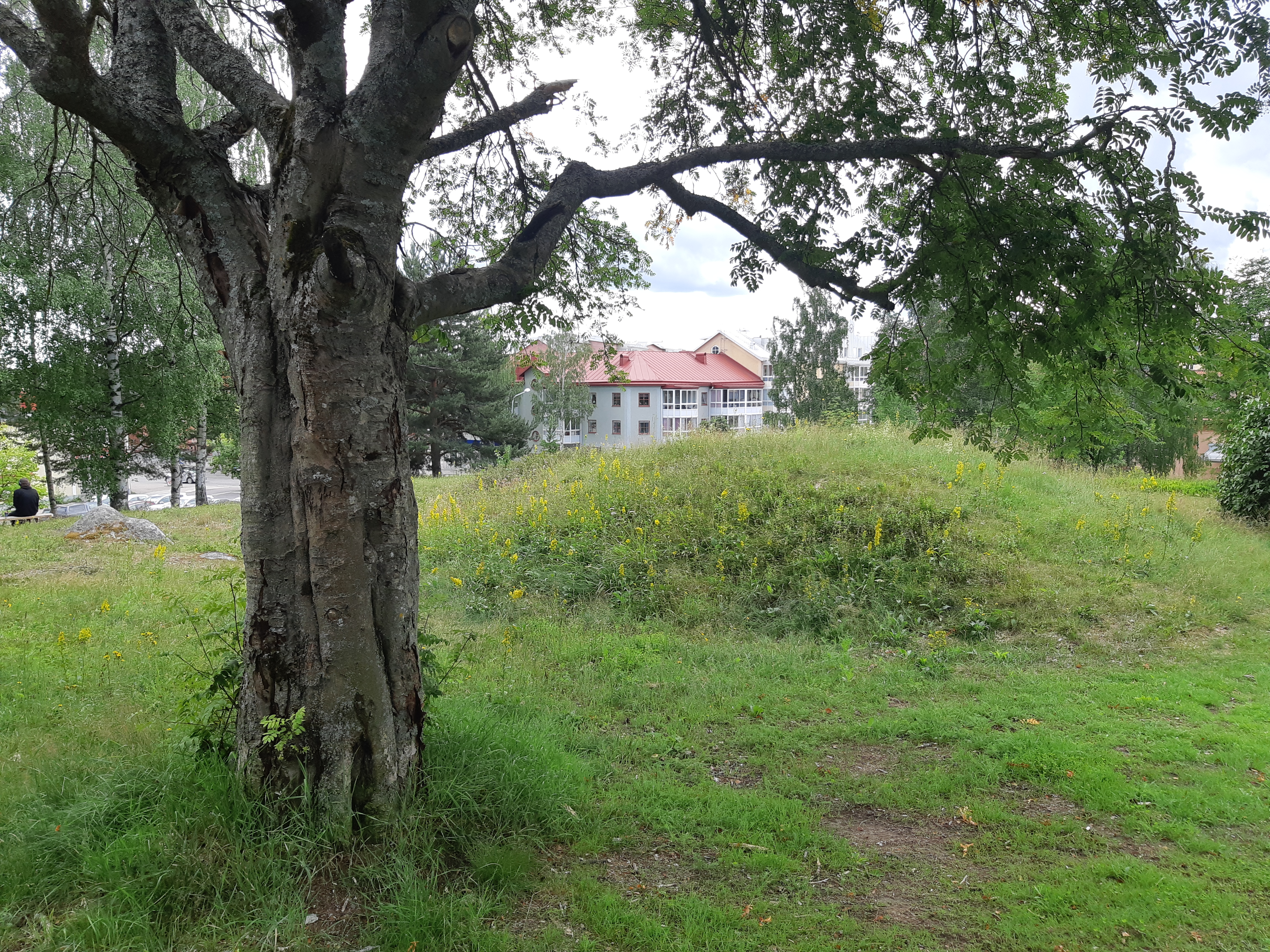
En av gravhögarna vid Onbacken.

Vad namnet Onbacken betyder är inte utrett och finns skrivet för första gången som Ormbacken på en karta över Hamre by i nuvarande centrala Bollnäs från 1748 och vid senare kartor från 1766 Ondbacken.
Onbacken har också varit föremål för lokala mytbildningar. En sådan nedtecknades av den arkeologiskt intresserade prästen Nils Johan Ekdal när han besökte Onbacken för att kartera platsen 1829.
| ”                                | Denna husgrund säges av traditionen i förbindelse med kyrkobyggnad. Först lär den näml. ha varit meningen att förlägga kyrkan hit - o man började också bygga. Men vad som den dagen bygdes, revs o natten ned o till sist måste kyrkobygget flyttas till kyrkans nuvarande plats. | „ |
| – Prästen Nils Johan Ekdahl 1829 | |   |

Inspirerad av ortens myt om Onbacken och ett eget intresse av kyrkohistoria drog Ekdal felaktigt slutsatsen att lämningarna rörde sig om en kyrkgrund tidigare än Bollnäs kyrkas från 1300-talet.

## Arkeologiska utgrävningar

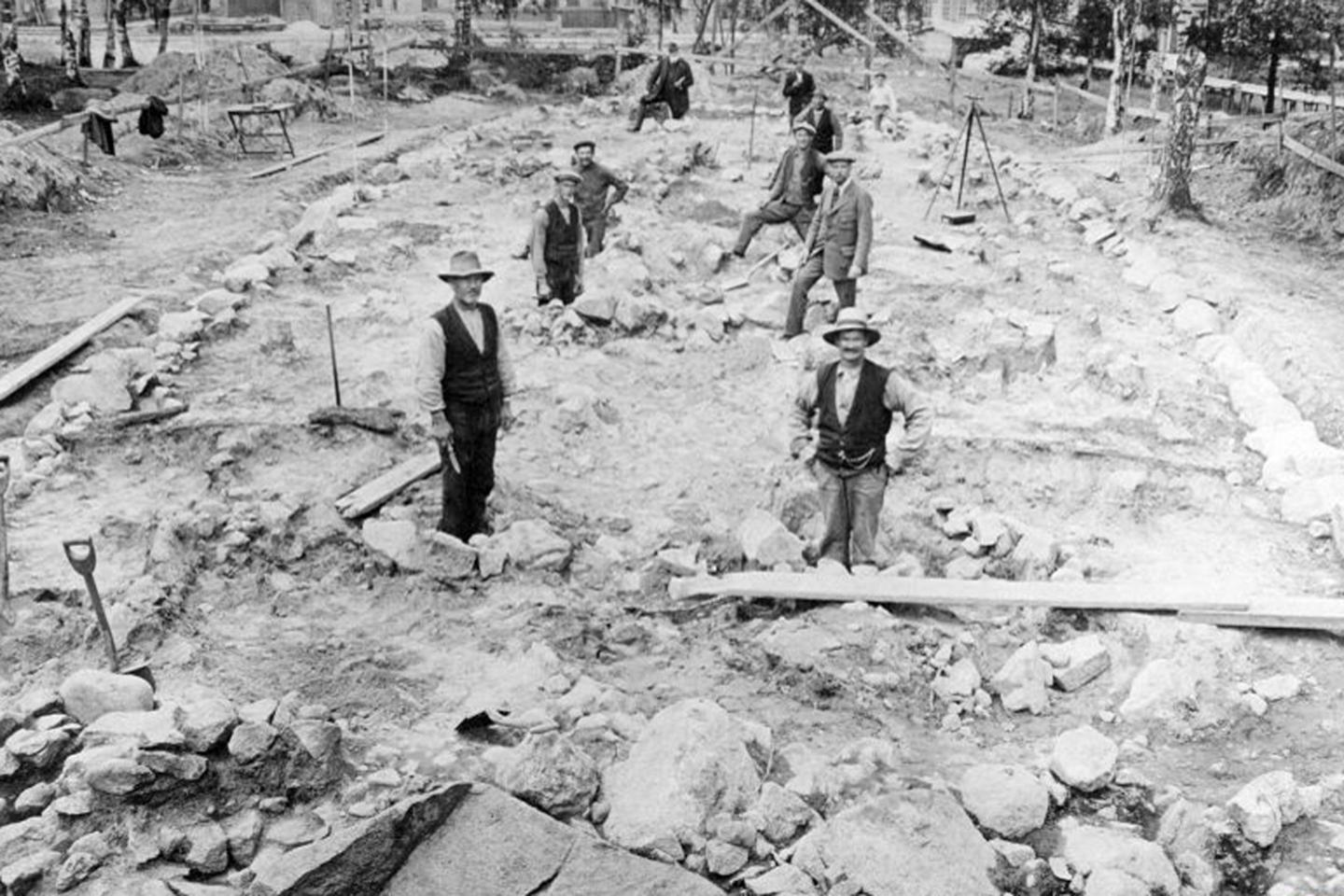
Utgrävning av en av husgrunderna på Onbacken 1923. Foto av Wilhelm Sohlberg.

Den mest omfattande arkeologiska utgrävningen av Onbacken skedde under 1920-talet under ledning av arkeolog Gustaf Hallström. Han var bekant med karteringarna som Ekdal gjort ett sekel tidigare och besökte Bollnäs och Onbacken första gången 1912. Hellströms ansökan om arkeologisk utgrävning godkändes i samband med att Bollnäs blev köping 1922 och genomfördes under 1923. Bollnäsfotografen Wilhelm Sohlberg (1861-1943) skötte fotograferingen och byggmästare Olof Wästberg anlitades för att göra ritningarna.   
De grundliga undersökningarna 1923 gjorde att pengarna tog slut och Hallström bad om ekonomiska bidrag från allmänheten via tidningen Ljusnan för att kunna färdigställa en modell av boplatsen. Det slutade med att Bollnäs hembygdsförening bekostade slutförandet och har haft modellen i sin ägo sedan dess.

## Verksamheter på Onbacken
Onbacken har genom åren varit plats åt olika verksamheter. I systemet med sockenlappar som fanns i södra Norrland under 1700-talet var Onbacken den allmänning i Bollnäs som en same fick använda för att på uppdrag av socken syssla med hästslakt. Under 1800-talet blev det ett tillhåll för olagligt kortspel medan en sommarservering fanns på Onbacken under en stor del av 1900-talet. När Bollnäs bebyggelse växte under första halvan av 1900-talet diskuterades vad Onbacken kunde användas till. Ett förslag var att platsen kunde anses vara stadspark och som parkområde undgå den bebyggelse som var i gång. För att värna skötseln av fornlämningarna föreslog Riksantikvarieämbetet på 40-talet att Onbacken skulle få status som kulturreservat med fornlämningar. 1963 föreslogs att göra Onbacken till minneslund men Riksantikvarieämbetet avrådde från detta med hänvisning till fornminneslagen.